# 8274 Soejima
8274 Soejima eller 1990 TJ1 är en asteroid i huvudbältet som upptäcktes den 15 oktober 1990 av de båda japanska astronomerna Kazuro Watanabe och Kin Endate vid Kitami-observatoriet. Den är uppkallad efter den japanske amatörastronomen Tsutomu Soejima.
Asteroiden har en diameter på ungefär 3 kilometer.